# Astrocaryum mexicanum
Astrocaryum mexicanum es una especie de planta de la familia de las palmeras (Arecaceae). Astrocaryum mexicanum fue descrita por Liebm. ex Mart. y publicado en Historia Naturalis Palmarum 3(10): 323. 1853. Astrocaryum: nombre genérico que deriva del griego astron = "estrella", y karion = "nuez", en referencia al patrón en forma de estrella de las fibras alrededor de los poros del endocarpio. mexicanum: epíteto geográfico que alude a su localización en México.

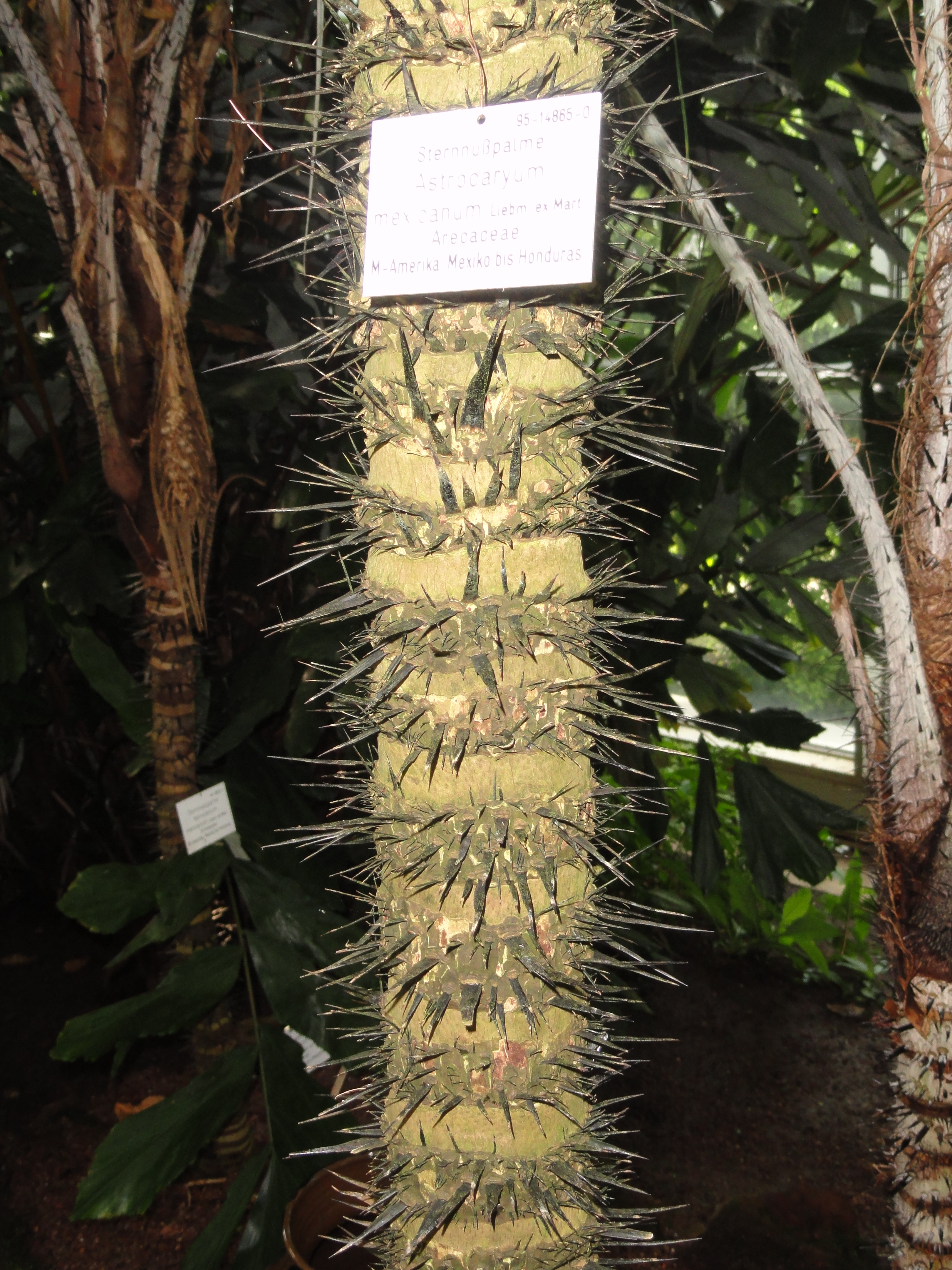
Vista del tallo

## Clasificación y descripción
Palma de 1 a 8 m de altura, los tallos solitarios y delgados de 10 cm de diámetro, monocaule de hasta 8 cm de grueso con espinas planas, fuertes, negras, de 3-6 cm de largo, arregladas en verticilos regularmente distribuidos en el tallo. Los prófilos (hojas jóvenes) son simples, los gnomófilos (hojas maduras), son hojas compuestas, alternas, agrupadas al final de los tallos, hasta 1 m de largo o más, arqueadas, con 15 a 32 pares de pinnas por lado, las apicales a menudo no partidas y con márgenes dentados; pecíolo y raquis con numerosas espinas aciculares hasta de 5 cm de largo. Inflorescencias panículas erectas, con una bráctea peduncular de 15 a 30 cm de largo, ramas florales con una flor femenina en la base. Frutos de 4–6 cm de diámetro, elipsoides a obovoides, cafés, cubiertos de espínulas cortas y negras, con una sola semilla y flores masculinas agrupadas en el ápice, Espata muy espinosa, frutos globosos de 4 cm de largo, marrones y espinosos, el endosperma es comestible. Las semillas tardan 2 meses en germinar.

## Distribución
Es una palma originaria de México y Centroamérica. En México se encuentra en la vertiente del Golfo de México y en la vertiente del pacífico desde Nayarit hasta Chiapas. Se distribuye también en los países centroamericanos como; Belice, Panamá, Guatemala, Honduras, Nicaragua, Costa Rica y El Salvador.

## Hábitat
Es una planta característica de las selvas humedad tropicales, abundante en el estrato medio de la selva alta perennifolia y semi perennifolia, es una planta que se adapta fácilmente en lugares sombreados o en pleno sol, cuyo rango altitudinal va de los 40 a los 500 m s. n. m. Crece silvestremente en zonas bajas de bosques no inundables.

## Estado de conservación
Esta planta se recolecta de forma tradicional como fuente de alimentación. Existe un gran arraigo que prevalece en las comunidades de los estados del sur de México, del consumo de especies con inflorescencia y Astrocaryum mexicanum es una de ellas. A pesar de que existe un aprovechamiento de esta planta, no es una especie que se encuentre en alguna categoría de riesgo dentro de la norma 059 de la SEMARNAT, 2010 en México. Esta inflorescencia también ha sido reportada como comestible en Los Tuxtlas, Veracruz y es comercializada en los mercados locales. A nivel internacional y de acuerdo a la Unión Internacional para la Conservación de la Naturaleza (IUCN), esta especie no se encuentra bajo alguna categoría de riesgo.